# Stadio GNP Seguros
Lo stadio GNP Seguros, denominato Foro Sol sino al 18 giugno 2024, è uno stadio multiuso edificato nel 1993 nell'autodromo Hermanos Rodríguez di Città del Messico. Si trova a 10 minuti dall'Aeroporto Internazionale di Città del Messico e opera per il Gruppo CIE.
Lo stadio è stato pensato in origine solo come sede di concerti. Inizialmente chiamato L'Autódromo, può ospitare più di 65 000 persone. Dal 2000 è stato usato anche come uno stadio di baseball, perché l'unico altro importante stadio di baseball di Città del Messico, il Parque del Seguro Social (precedentemente Parque Delta) è stato demolito per fare spazio ad un centro commerciale.
È sede delle partite dei Diablos Rojos del Messico e della Liga Mexicana de Beisbol.
È il secondo stadio per capienza di Città del Messico, subito dopo lo stadio Azteca, che ha una capacità di 105 064 persone.

## Concerti
Lo stadio ha ospitato vari concerti;
- Britney Spears (Dream Whitin A Dream Tour, Femme Fatale Tour)
- Swedish House Mafia (One Last Tour)
- Justin Bieber (Believe Tour)
- Madonna
- Swedish House Mafia (Save The World Reunion Tour)
- Rammstein (Stadium Tour)
- Coldplay (A Head Full of Dreams Tour e Music of the Spheres World Tour)
- Blackpink (Born Pink World Tour)
- Taylor Swift (The Eras Tour)
- Linkin Park (From Zero World Tour)
- Lady Gaga